# Larry Ewing
Larry Ewing là một lập trình viên máy tính người Mỹ, người được biết đến như là người tạo ra linh vật của Linux, chim cánh cụt Tux. Ngoài ra ông cũng tạo ra logo khỉ Ximian, Mono và tham gia vào:
- F-Spot: một dự án nhằm "quản lý tất cả các nhu cầu chụp ảnh kỹ thuật số của bạn".
- GtkHTML: trình trích xuất và trình chỉnh sửa HTML nhanh nhưng ẩu được sử dụng trong một số dự án phần mềm miễn phí.
- Novell Evolution: một phần mềm gửi thư, lịch và quản lý liên lạc tất-cả-trong-một.
- GIMP: một chương trình xử lý hình ảnh.
- Mimekit: Thư viện trình phân tích cú pháp và tạo AC # MIME với sự hỗ trợ cho các cuộn mbox S/MIME, PGP, TNEF và Unix.
- Quỹ NET: một tổ chức độc lập, được kết hợp để cải thiện sự phát triển và cộng tác phần mềm nguồn mở xung quanh .NET Framework.

Ông sống ở Austin, Texas cùng với vợ là Kristy và hai cô con gái Eva và Hazel.